# Umag Trophy Ladies
Le Umag Trophy Ladies est une course cycliste féminine croate. Créée en 2023, elle fait partie du calendrier en catégorie 1.2. Elle se tient le même jour que la course masculine.

## Historique
La course est créée en 2023, soit 10 ans après son équivalent masculin. Elle se déroule à Umag, en Istrie, sur la côte Adriatique. Elle est organisée par le BK Meridiana-Kamen, club cycliste de Pazin.
Pour la 1re édition, c'est l'italienne Alessia Vigilia qui s'impose.
L'année suivante, une autre italienne Sara Fiorin, y décroche sa première victoire UCI. Scenario identique en 2025, lorsque Lara Crestanello, italienne également, s'impose au sprint, là aussi pour sa première victoire UCI

## Palmarès
| Année | Vainqueur        | Deuxième            | Troisième     |
| ----- | ---------------- | ------------------- | ------------- |
| 2023  | Alessia Vigilia  | Anastasia Carbonari | Urša Pintar   |
| 2024  | Sara Fiorin      | Michela De Grandis  | Emma Bernardi |
| 2025  | Lara Crestanello | Emma Bernardi       | Cato Cassiers |